# Gasthuishof (Doesburg)
Het Gasthuishof is een hofje aan de Gasthuisstraat in Doesburg. Het hofje bestaat uit witgepleisterde huisjes met zadeldaken en in de vensters roedenverdeling in stijl uit ongeveer 1800.
Naast het hofje staat de Gasthuiskerk.